# Bosque de Folói
El bosque de Folói (en griego: Δρυοδάσος Φολόης) es un bosque de robles en el suroeste de Grecia. Se encuentra en la unidad municipal de Folói, Élide, en la parte occidental de la península del Peloponeso, colindando con Acaya y Arcadia. El robledal está situado a una altitud de 688 m sobre el nivel del mar, en la meseta de la montaña de Folói, a los pies del macizo de Erimanto. Es un ecosistema único en la península balcánica y abarca un territorio de 40,1 km² (9900 acres), que está cubierto casi en su totalidad por robles caducifolios que forman una densa zona forestal.

## Mitología
Los antiguos griegos conocían el bosque de robles de Pholóē debido a su proximidad a muchos de sus asentamientos en la región de Élide. La misteriosa belleza del bosque los inspiró a creer que era un hábitat de centauros y dríadas. Le dieron al bosque el nombre de Pholóē (en griego: Φολόη, pronunciación griega moderna: Folóï) y el jefe de los centauros el nombre Phólos (en griego: Φόλος). Las dríadas (en griego: Δρυάδες) eran "espíritus de los robles" del bosque.
Según la mitología, el centauro Folo le dio techo a su amigo, Hércules, en su camino para localizar al jabalí de Erimanto. Folo le ofreció a Hércules un vino divino que emocionó al resto de los centauros que atacaron a los dos amigos. Durante la batalla, Folo resultó herido por error por una de las flechas de Hércules. El héroe decidió entonces llamar al bosque Foloi en su honor.

## Flora
El roble latifoliado Quercus frainetto es la principal especie de roble del bosque y cubre la mayor parte de su territorio. Los árboles miden entre 15 y 20 m de altura y pueden vivir hasta 200 años. El bosque de Folói se encuentra en el límite más meridional de la distribución nativa de la especie de roble latifoliado en la península de los Balcanes. Los hallazgos paleoecológicos sugieren que la especie estuvo presente en el Peloponeso hace más de 6000 años. Este roble se encuentra con Pinus halepensis, mientras que en el borde del bosque se encuentra con especies frondosas siempreverdes, que componen el sotobosque.
También habitan especies como Quercus pubescens (roble velloso), Quercus coccifera (chaparro) y Quercus ilex (encina), aunque su población es sustancialmente menor. Otras especies de árboles son Castanea sativa, Cercis siliquastrum, Arbutus unedo, Erica arborea, Pistacia lentiscus, y Pinus nigra. Además, los helechos y asfódelos son muy comunes y tienden a crecer en el espacio entre los troncos de los árboles.

## Fauna
Las bellotas proporcionan una fuente abundante de alimento para animales como liebres, ardillas, erizos, que se encuentran en poblaciones importantes. El ecosistema del bosque es una cadena alimenticia que también contiene tejones, martas, zorros, águilas, tortugas, comadrejas, búhos, alondras, chacales, urracas, víboras, entre otros.
El ecosistema del robledal provee hábitat a numerosas especies de aves de presa (Aquila chrysaetos, Circaetus gallicus, Falco eleonorae, F. peregrinus, Accipiter nisus, Pernis apivorus), carpinteros (Dendrocopos leucotos), mamíferos (Canis aureus, Lutra lutra), y reptiles (Elaphe quatuorlineata). El bosque de Folói ha sido designada como Área Importante para las Aves de Grecia por la Sociedad Helénica de Ornitología en cooperación con Birdlife International. Las especies importantes que utilizan el bosque de Foloi para la reproducción son: el águila culebrera (Circaetus gallicus), el águila real (Aquila chrysaetos), el halcón peregrino (Falco peregrinus), el búho real euroasiático (Bubo bubo), el martín pescador (Alcedo atthis), el pájaro carpintero de dorso blanco (Dendrocopos leucotos) y la reinita de Rüppell (Sylvia rueppelli).

## Protección
El bosque de Folói ha sido designado como área protegida inscrita en la red ecológica Natura 2000 de la Unión Europea, con la denominación de Oropedio Folois, cubriendo 9742 hectáreas.
El área de distribución natural del bosque se ha reducido como resultado de la presión humana por la invasión y la transformación del bosque (particularmente los sitios más fértiles) en tierras de cultivo. La tala ilegal, el pastoreo, los incendios forestales y la disminución de la regeneración natural también son problemas graves para la conservación de los bosques. La especie de planta parásita Loranthus europaeus también se ha encontrado en el bosque.

## Galería

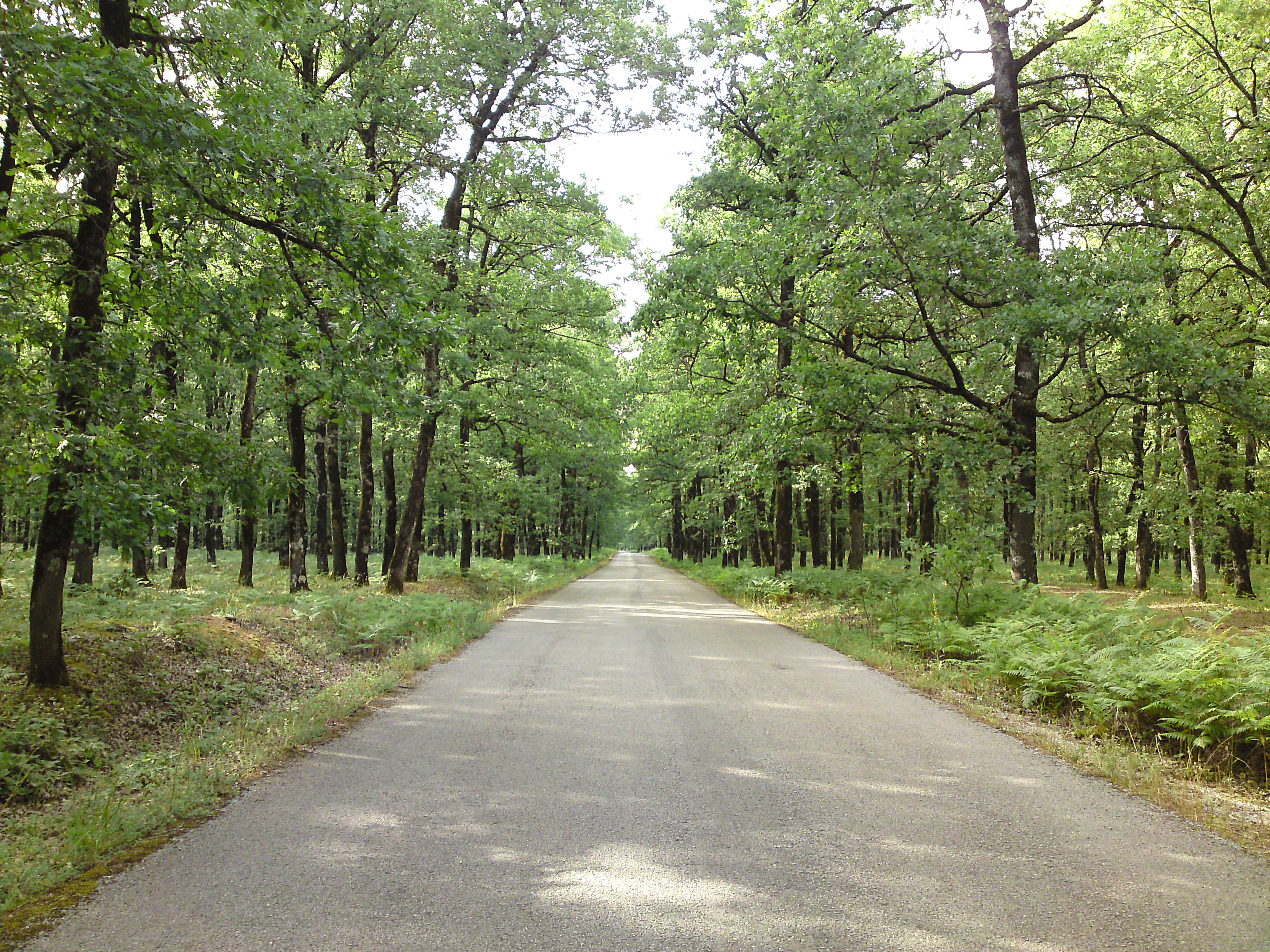
En el camino dentro del bosque.
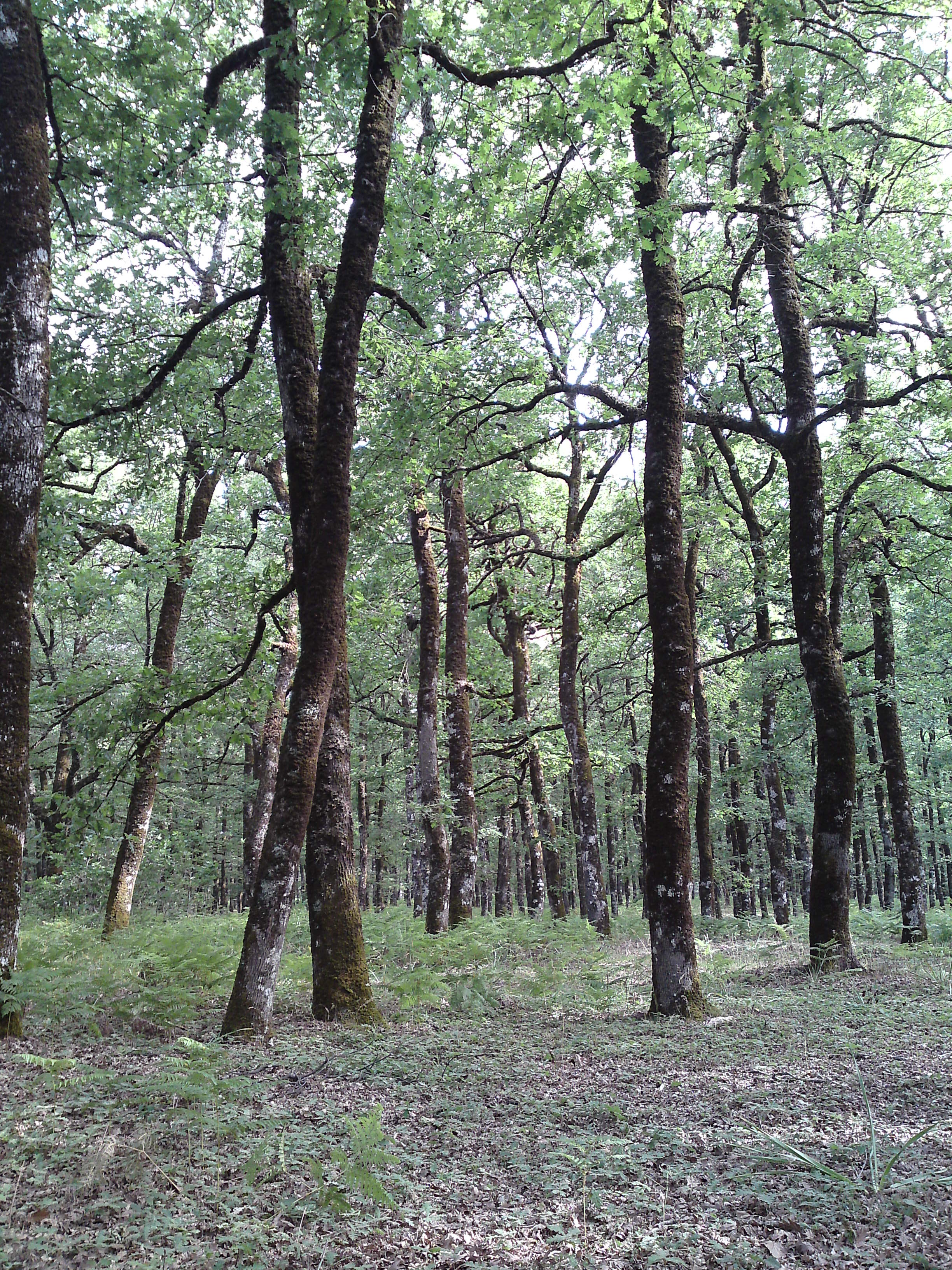
Los robles forman un bosque denso.
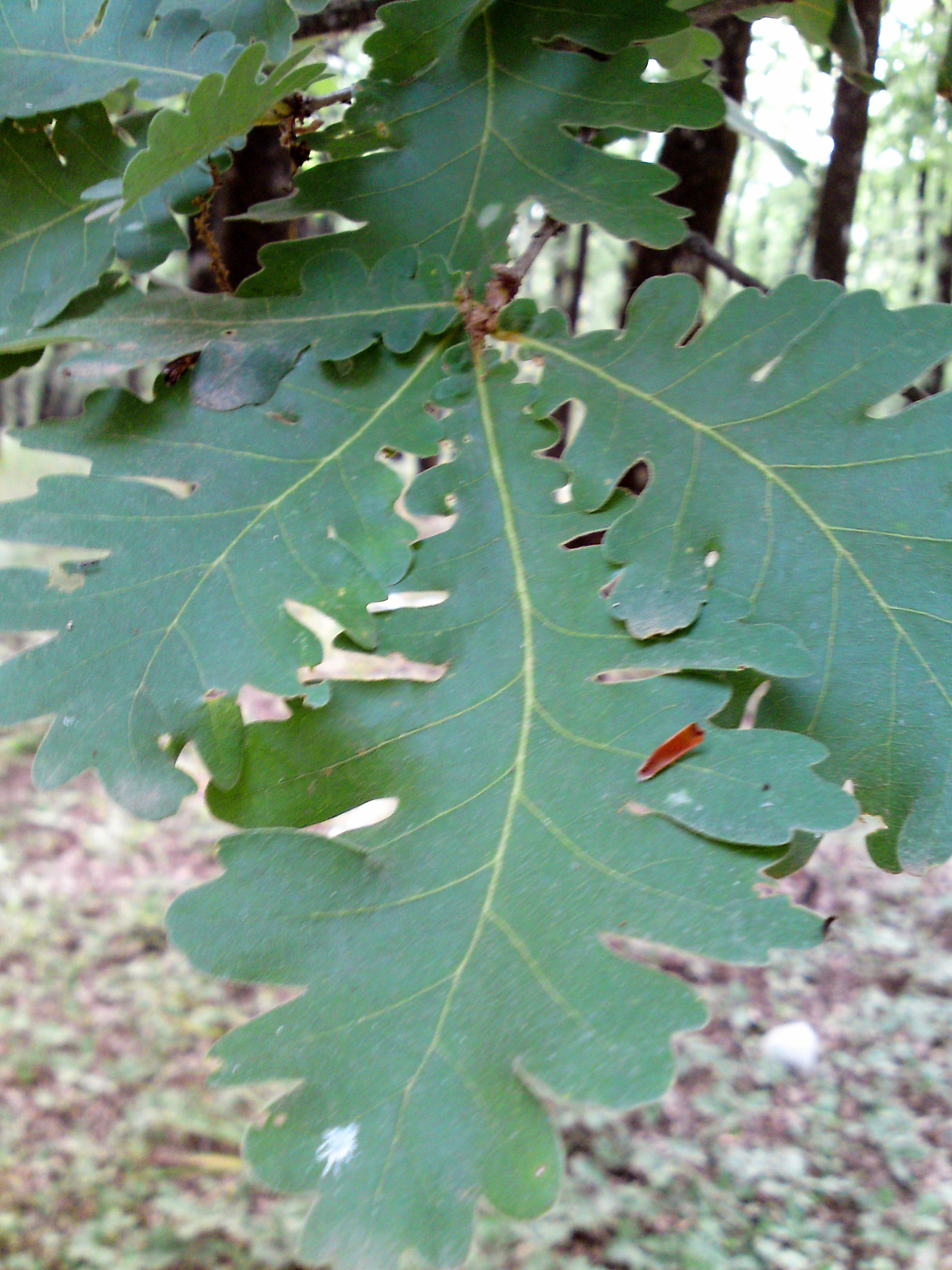
Hojas de Quercus frainetto (roble húngaro).
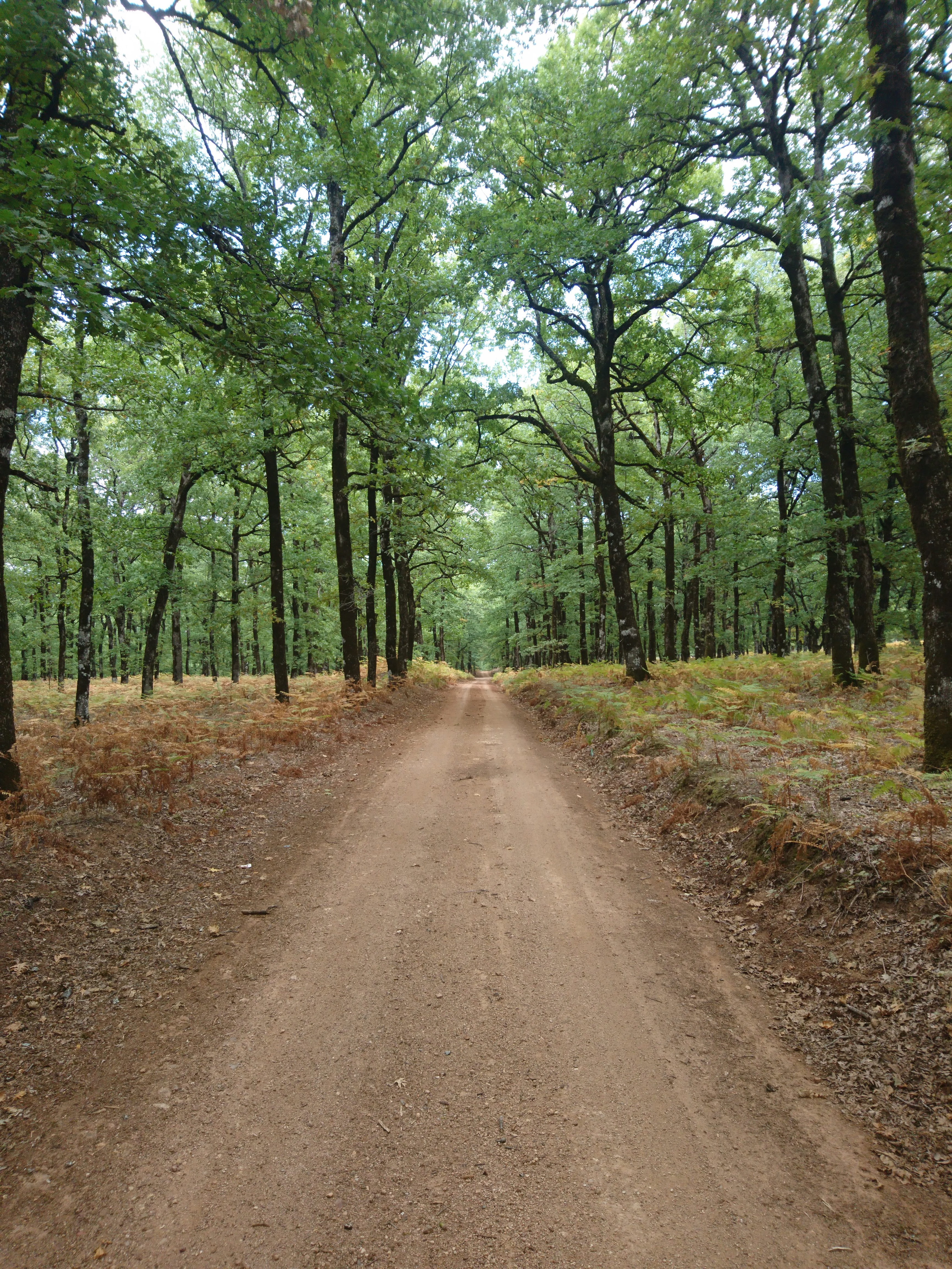
Paisaje en el bosque de robles de Foloi.
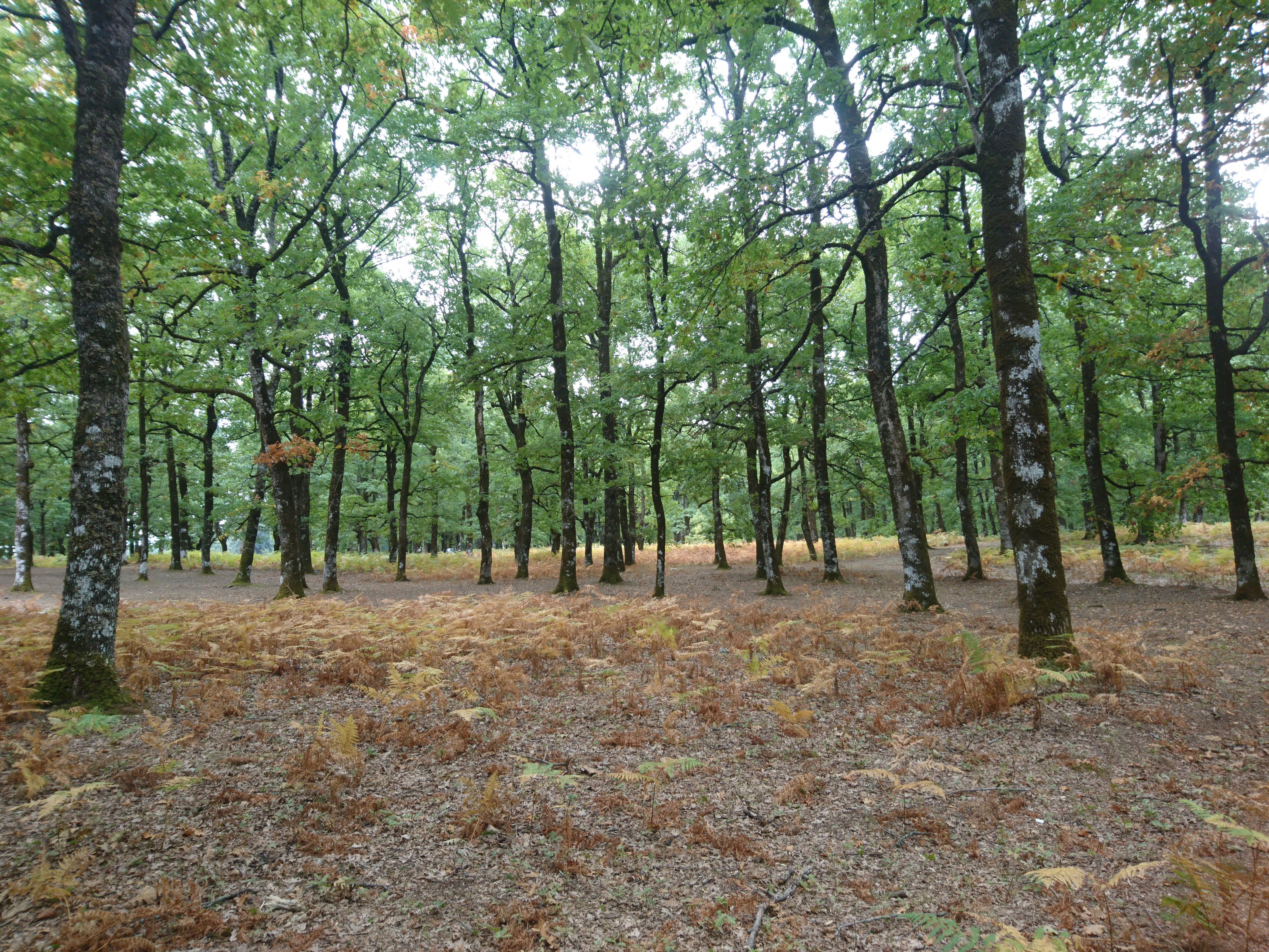
Paisaje en el bosque de robles de Foloi.